# Musée Carnavalet
Muzeum Carnavalet – muzeum poświęcone historii miasta Paryża, w dzielnicy Marais, na ulicy de Sévigné. Zajmuje dwa obiekty z XVI i XVII w. - hôtel Le Peletier de St-Fargeau oraz hôtel Carnavalet. Obydwa zostały wzniesione w stylu renesansowym. Na terenie muzeum znajduje się również ogród. 

## Historia budynków
Hôtel Carnavalet
Został wzniesiony w latach 1548-1560 dla Jacques'a de Ligneris, przewodniczącego parlamentu paryskiego na planie czworoboku z wewnętrznym ogrodem, podobno na wzór jednego z zamków nad Loarą - w Écouen. Figury dekorujące dziedziniec wykonał Jean Goujon. 
W 1578 obiekt przeszedł na własność Françoise de Kernevenoy, wdowy po szlachcicu nazwiskiem Carnavalet i stąd uzyskał używaną po dziś dzień nazwę. W połowie XVII w. kolejnym właścicielem został  Claude Boislève, który sfinansował remont i przebudowę obiektu - według projektu François Mansarta obiekt zyskał dodatkowe skrzydło, a już istniejące zostało poddane redekoracji. 
W latach 1664–1695 w domu tym mieszkała markiza de Sévigné, następnie rodzina Dupré de Saint-Maur, która uciekła z Francji w czasie rewolucji. Opustoszały budynek przejęła Szkoła Dróg i Mostów, która rezydowała tam do wykupu pałacu przez miasto w 1866. Po stłumieniu Komuny Paryskiej Carnavalet przeszedł kolejny remont w celu adaptacji na cele muzealne. W 1914 rozrastająca się kolekcja skłoniła władze miasta do rozbudowy budynku i połączenia z jego pierwotną bryłą kilku sąsiadujących domów z XVII i XVIII w. 
W obiekcie mieszczą się wystawy tematyczne związane z historią Paryża od jego początków do chwili obecnej. Szczególnie interesująca jest największa w kraju kolekcja przedmiotów związanych z rewolucją francuską. 
L'hôtel Le Pelletier de Saint-Fargeau

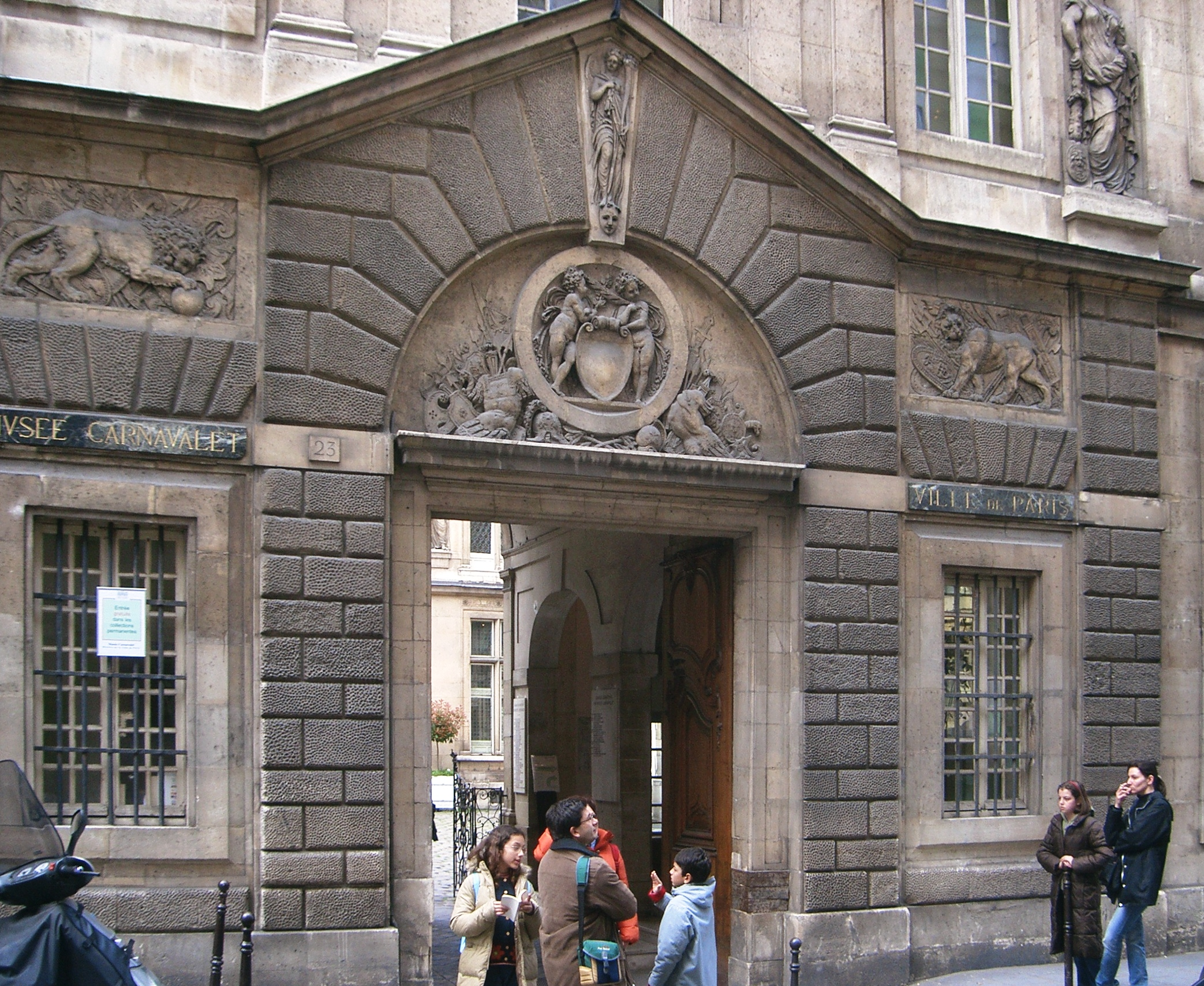
Wejście do Carnavalet

Autorem projektu tego budynku był Pierre Bullet, który zakończył pracę w latach 90. XVI w. Obiekt był surowy stylowo z zewnątrz, lecz niezmiernie nowatorski pod względem architektonicznego układu wnętrz i monumentalnej klatki schodowej. W czasie rewolucji nazwany imieniem zamordowanego jakobina, które nosi po dziś dzień. Należy do muzeum od 1960 i mieści dział rekonstrukcji wnętrz z różnych epok, od XVI w. do drugiej połowy wieku XX.